# Universidad Militar Bolivariana de Venezuela
La Universidad Militar Bolivariana de Venezuela (UMBV), es una universidad pública venezolana, que funciona bajo la modalidad de educación militar de la nación y está bajo el ministerio de la Defensa y la Fuerza Armada Nacional Bolivariana (FANB). La misma cuenta con siete academias adscritas, junto con varias escuelas y centros de formación especializados.
Fue fundada por decreto del presidente Hugo Chávez Su sede principal se encuentra en la ciudad de Caracas, con otras sedes en Maracay, La Guaira, Catia La Mar, Charallave y Michelena. Su actual rector es Félix Osorio, junto a su vicerrector Andrés Yalastasi Yépez.

## Historia
La Universidad Militar Bolivariana de Venezuela, se funda el 3 de septiembre de 2010 bajo el mandato del presidente Hugo Chávez, específicamente bajo el decreto presidencial N° 7.662 de fecha 3 de septiembre de 2010, y publicado en la Gaceta Oficial de Venezuela No. 39.502 de esa misma fecha. Una vez creada la UMBV, quedó a cargo de los ministros de la Defensa, el de la Educación Universitaria, y el de la Planificación y Finanzas, la cual unifica las antiguas academias militares existentes.
La Universidad Militar Bolivariana de Venezuela al tener carácter de experimental, se rige conforme a los lineamientos técnicos, académicos y administrativos definidos en la Ley de Universidades y de acuerdo con las políticas educativas formuladas por el ente rector de la modalidad de educación militar.
Aparte, la UMBV maneja también el método de educación universitario llamado Programa Nacional de Formación (PNF), en sus mallas curriculares. El mismo fue creado e implementado en Venezuela desde 2008.

## Sede
La sede central y administrativa de la Universidad Militar Bolivariana de Venezuela está ubicada en el Fuerte Tiuna, en la ciudad de Caracas, Distrito Capital; sin embargo para su funcionamiento, utiliza las sedes y dependencias militares ubicadas en todo el territorio venezolano previa autorización del Ministerio del Poder Popular para la Defensa.

## Estructura
La Dirección Académica y Administrativa de la Universidad Militar Bolivariana de Venezuela (UMBV) está a cargo de un Consejo Superior Universitario. El Consejo Superior Universitario estará conformado por cinco miembros:
1. Un Rector o Rectora quien lo presidirá; un Vicerrector o Vicerrectora, un Secretario o Secretaria, todos ellos o ellas con el grado de General o Almirante, designados por el presidente de la República Bolivariana de Venezuela y Comandante en Jefe de la Fuerza Armada Nacional Bolivariana. Un miembro designado por el ministro del Poder Popular para la Defensa; y Un miembro designado por el ministro del Poder Popular para la Educación Universitaria. Tiene cuatro vicerrectorados: el académico, el administrativo, el de investigación y el de extensión.

### Vicerrectorados
- Vicerrectorado Académico.
- Vicerrectorado Administrativo.
- Vicerrectorado de Investigación.
- Vicerrectorado de Extensión.

## Centro de estudios
La Universidad Militar Bolivariana de Venezuela (UMBV), está integrada por los siguientes centros de estudios e institutos para pregrado y posgrado:

### Centro de Estudios de Oficiales de Comando (CEOC)
El CEOC tiene la formación en pregrado de los oficiales de comando en las siguientes academias:
- Academia Militar del Ejército Bolivariano (AMEB).
- Academia Militar de la Armada Bolivariana (AMARB).
- Academia Militar de la Aviación Bolivariana (AMAB).
- Academia Militar de la Guardia Nacional Bolivariana (AMGNB).
- Academia Militar de Oficiales de Tropa C/J Hugo Rafael Chávez Frías (AMOTHCH).

### Centro de Estudios de Oficiales Técnicos (CEOT)
El CEOT tiene la formación en pregrado de los oficiales técnicos en las siguientes academias:
- Academia Técnica Militar Bolivariana (ATMB). Dividida en:
  - Academia Técnica Militar del Ejército Bolivariano (ATMEB).
  - Academia Técnica Militar de la Armada Bolivariana (ATMARB).
  - Academia Técnica Militar de la Aviación Bolivariana (ATMAB).
  - Academia Técnica Militar de la Guardia Nacional Bolivariana (ATMGNB).
  - Academia Técnica Militar de Comunicaciones y Electrónica (ATMCYE).

### Centro de Estudios en Ciencias de la Salud (CECS)
El CECS tiene la formación en pregrado de los oficiales técnicos (médicos cirujanos militares y enfermeros militares) en las siguientes academias:
- Academia Militar de Medicina (AMMED).
- Academia Técnica Militar Bolivariana (ATMB). Dividida en el núcleo:
  - Academia Militar de Ciencias de la Salud (AMCS).

Aparte, tiene su preparación en posgrado con el:
- Instituto de Posgrado de Ciencias de la Salud (ICS).

### Centro de Estudios de Posgrado Tácticos Técnicos y Logísticos (CEPTTL)
El Centro de Estudios de Posgrado Tácticos Técnicos y Logísticos (CEPTTL) posee los siguientes institutos:
- Escuela de Capacitación y Formación CA Armando López Conde.
- Escuela de Tropas Profesionales de la Milicia Bolivariana.

### Centro de Estudios de Posgrados Estratégicos (CEE)
El CEE posee los siguientes institutos:
- Instituto de Altos Estudios de Seguridad de la Nación, Mariscal Antonio José de Sucre (IAESEN)
- Instituto de Estudios Estratégicos Operacionales de la Fuerza Armada Nacional Bolivariana Libertador Simón Bolívar (IESEOFANB)

### Centro de Estudios de Idiomas (CEID)
El CEID posee los siguientes institutos:
- Escuela de Idiomas del Ejército Bolivariano.
- Escuela de Idiomas de la Armada Bolivariana.
- Escuela de Idiomas de la Aviación Militar Bolivariano.
- Escuela de Idiomas de la Guardia Nacional Bolivariana.
- Escuela de Idiomas de la Milicia Nacional Bolivariana.

### Centro de Investigación, Desarrollo e Innovación
- Centro de Investigación Estratégico Nacional en Ciencias y Artes Militares.
- Centro de Investigación y Desarrollo Aéreo Espacial de la Aviación Militar Bolivariana.
- Centro de Investigación y Desarrollo del Ejército Bolivariano.
- Dirección de Ciencia y Tecnología de la Armada Bolivariana.

### Liceos militares adscritos
- Liceo Militar General del Pueblo Soberano Ezequiel Zamora (Caracas)
- Liceo Militar Gran Mariscal de Ayacucho Antonio José de Sucre
- Liceo Militar Monseñor Jáuregui.
- Liceo Naval G/D José Antonio Anzoátegui
- Liceo Militar Rafael Urdaneta
- Unidad Educativa Militar Libertador
- Unidad Educativa Nacional Militar Cap. Pedro María Ochoa Morales

En diciembre de 2019, el integrante del Consejo Político del Partido Socialista Unido de Venezuela (PSUV), William Fariñas, propuso crear la Academia Militar de la Milicia Bolivariana, para formar cadetes en dicho componente de la FANB. El proyecto aún no ha sido aprobado, de darse, sería la octava academia de la UMBV.

## Himno
El himno de la Universidad Militar Bolivariana de Venezuela fue escrito por el oficial del Ejército Bolivariano Ángel Jesús Gómez Yépez.
Coro
Universidad Militar Bolivariana
Es Bolívar tu padre inspirador
Y Hugo Chávez Sempiterno Fundador
Baluarte es tu tributo a la nación venezolana
I
Educando en el campo de la guerra
Con honor en ciencias y artes militares
Dando adargas que resguardan los pilares
De las soberanas leyes de esta tierra
Tus umbrales de fuegos independentistas
Hoy en una fuerza armada nos unió
Como ayer, en Boyacá y Carabobo
Bomboná Pichincha en Junín y Ayacucho
Coro
Universidad Militar Bolivariana
Es Bolívar tu padre inspirador
Y Hugo Chávez Sempiterno Fundador
Baluarte es tu tributo a la nación venezolana
II
Forjadora del ser bolivariano
Erigiendo a patriotas vencedores
A los hombres y mujeres defensores
Paladines del pueblo venezolano
Casa insigne, de valores y culturas
Instaurada en la era bicentenaria
A las luces de las glorias libertarias
Revolucionaria, tu enseñanza es la más pura